# Рок (округ, Миннесота)
Рок (англ. Rock County) — округ в штате Миннесота, США. Административный центр и крупнейший город — Луверн. По оценочной переписи 2009 года в округе проживают 9483 человека. Площадь — 1251 км², из которых 1250,4 км² — суша, а 0,63 км² — вода. Плотность населения составляет 8 чел./км².

## История
Округ был основан в 1857 году.